# 八目迷
八目迷（1994年—），是日本輕小說作家。

## 作品列表
- 时与四季系列（小學館GAGAGA文庫，插画：くっか，全4卷）
  - 《通往夏天的隧道，再見的出口》（2019年7月18日）(東立出版社)（天闻角川（出品）百花文艺出版社（出版））
  - 《在昨日的春天等待你》（きのうの春で、君を待つ，2020年4月17日）(尖端出版社)（天闻角川（出品）百花文艺出版社（出版））
  - 《琥珀之秋，0秒之旅》（琥珀の秋、0秒の旅，2022年8月18日）(尖端出版社）（天闻角川（出品）新星出版社（出版））
  - 《永冬无境，幻梦残墟》（終わらない冬、壊れた夢の国，2025年4月18日）（天闻角川（出品）百花文艺出版社（出版））
- 《銀荊的告白》（ミモザの告白，2021年7月21日－2024年6月18日，小學館GAGAGA文庫，全5卷）(東立出版社)[2]（华文天下懒漫社（出品））[3]

### 小说化作品
- 《小说 葬送的芙莉莲 ～前奏～》（小説 葬送のフリーレン 〜前奏〜，2024年4月17日，小学馆SUNDAY COMICS SPECIAL，全1卷）（东立出版社）（华文天下（出品）九州出版社（出版））[4]

## 小說改編動畫
•   ⟪通往夏天的隧道，再見的出口⟫     (2022年9月9日，CLAP)

## 外部連結
- 八目迷的X（前Twitter）（日語）